# Jacob Cornelisz van Neck

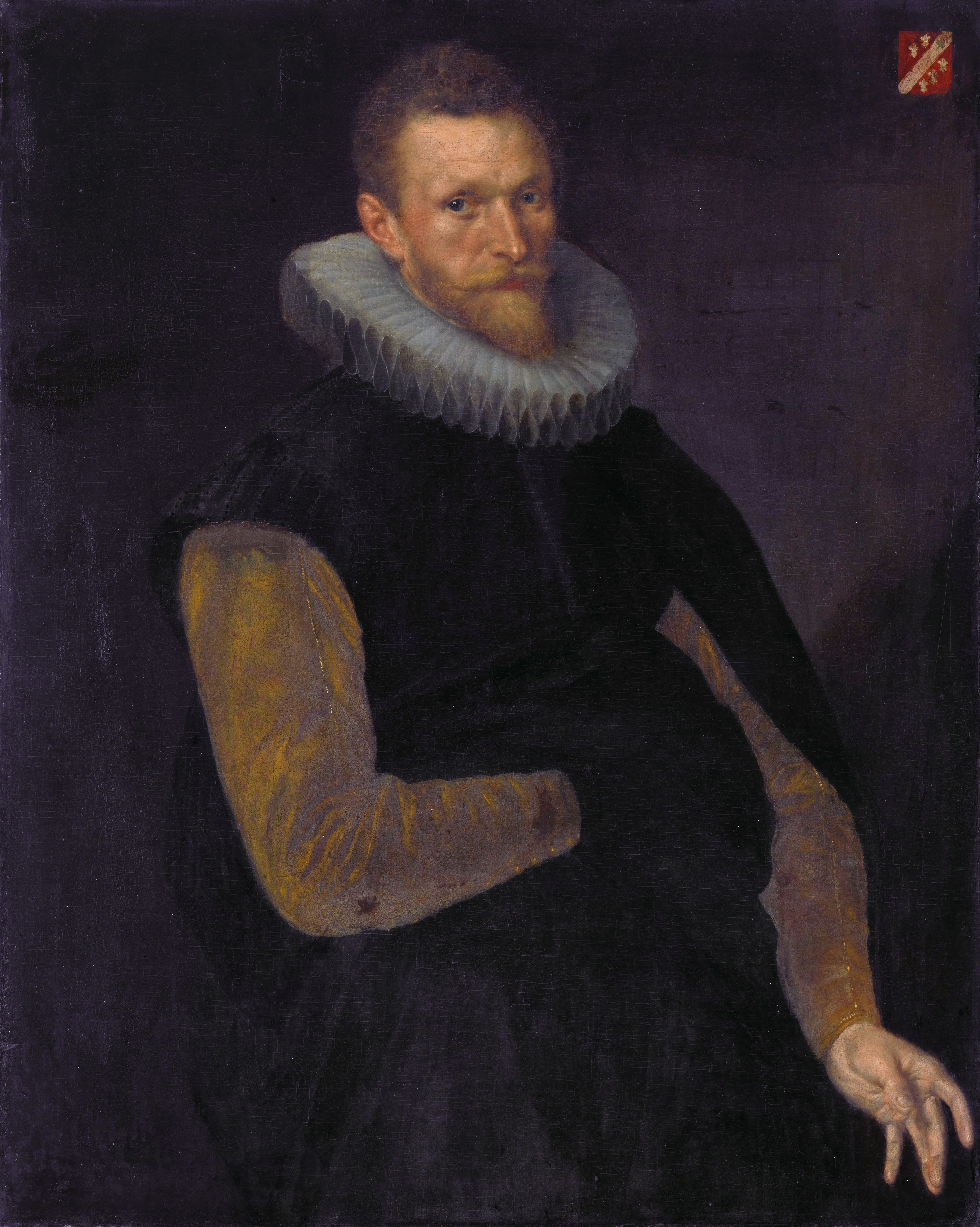
Jacob Cornelisz van Neck (1564-1638) (door Cornelis Ketel)

Jacob Cornelisz. (Banjaert) van Neck (1564 – 8 maart 1638) was een Nederlands zeevaarder; hij was samen met Wybrand van Warwijck en Jacob van Heemskerck de leider van de tweede Nederlandse schipvaart naar Oost-Indië (1598-1599) in opdracht van de Oude Compagnie, een voortzetting van de Compagnie van Verre en ongekend winstgevend. Samen met Jacob Wilkens maakte hij nog een reis, bekend als de vierde schipvaart (of tiende expeditie van de zogenaamde voorcompagnieën).
Onder de gezaghebbers uit de pionierstijd staat Jacob van Neck bekend als de meest beschaafde en behoedzame, zowel voor zijn eigen mannen als voor de mensen in de landen die ze bezeilden. Ook valt hij op door zijn goed geschreven reisjournalen. Van Neck was een rederijker, die zich van begin af aan had voorgenomen 'alles by gheschrift te stellen wat my in deeze reyse is ervaeren'. Een groot deel van zijn verhaal werd ter plekke geschreven, of gedicteerd nadat hij het gebruik van zijn rechterhand verloor.

## Biografie
Zijn overgrootvader Albert Fredericksz. Banjaert was een schepen in Enkhuizen. Zijn zoon Barend Albertsz. verhuisde naar Amsterdam en werd daar een welgestelde koopman en eigenaar van een zeepziederij. Hij woonde in de Warmoesstraat, destijds een aanzienlijke straat waar veel rijke kooplieden woonden. Ook Van Necks vader, Cornelis Barendsz., was een aanzienlijk burger. Hij trouwde met Weyn Pietersdr. van Neck, van wie Jacob zijn achternaam kreeg of aannam. Op ongeveer 11-jarige leeftijd werd hij wees, nadat zijn vader in 1566 en zijn moeder in 1575 was overleden. Van de volgende 23 jaar is slechts bekend dat hij in de leer was bij Robbert Robbertsz., de ultra-libertijnse zeekundige en latere brandewijnverkoper in Hoorn, van wie hij leerde navigeren op zee en onder de mensen.

### Tweede schipvaart

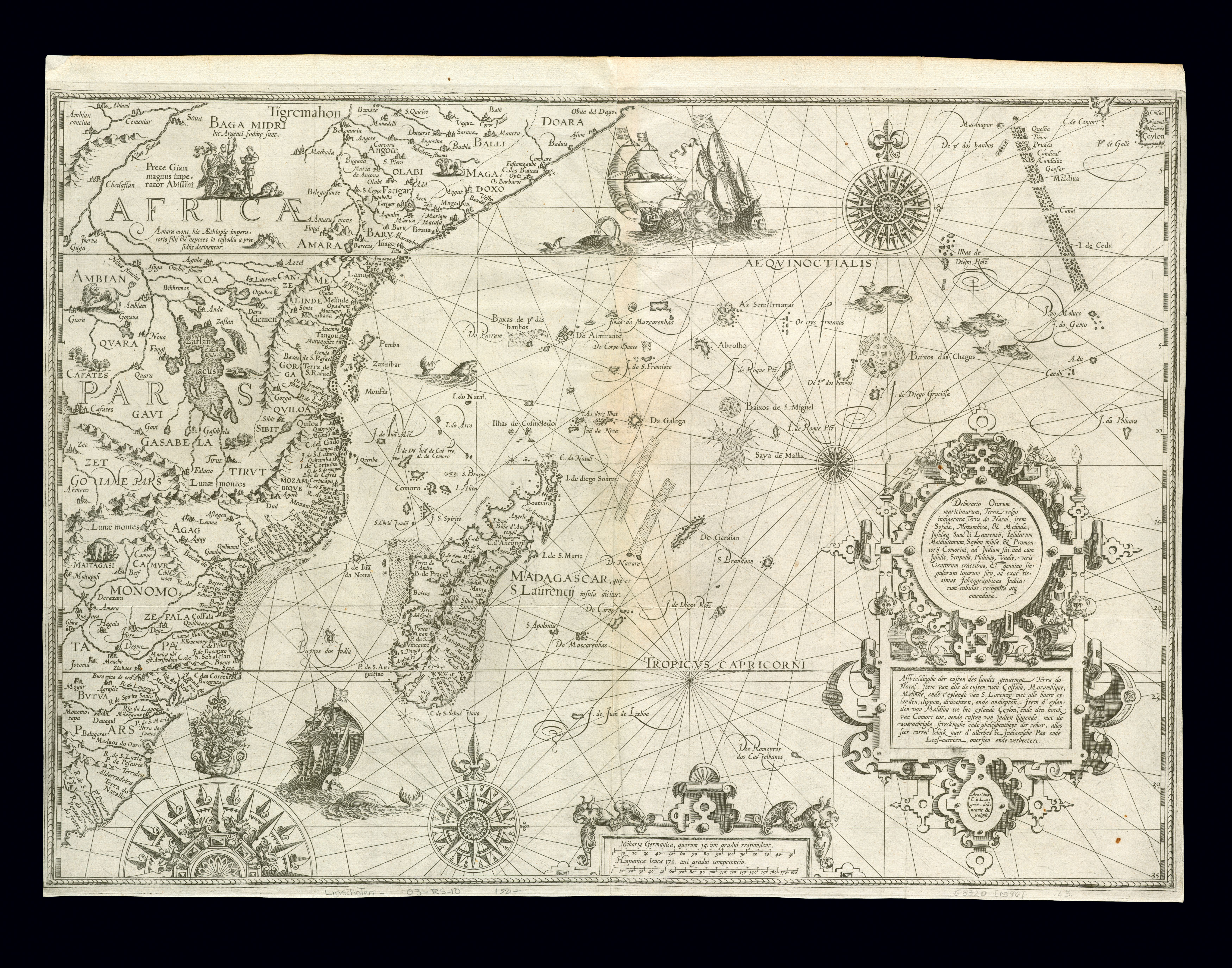
De Indische Oceaan. Kaart uit 1596.

De tweede schipvaart bestond uit acht schepen: het 'prinseschip' Mauritius, met admiraal Van Neck aan boord ('een man op welckers deucht ende cloecheyt sy seer betrouden'), de Amsterdam, met de viceadmiraal Van Warwijck ('insghelijcx een uitnemende ende dappere man'), de Hollandia, de Zeeland, de Gelderland (met koopman Jacob van Heemskerck, 'die in de leste Noordooste voyage geweest was'), de Utrecht, en twee jachten: de Friesland en de kleine Overijssel. De Mauritius, de Hollandia en de Overijssel waren schepen van de Eerste Schipvaart. De Overijssel had toen Duyfken geheten. Op ieder schip was een 'commies' (koopman) aanwezig. De uitrusting van de vloot kostte 768.466 gulden, 5 stuivers en 8 penningen, meer dan tweeënhalf keer zoveel als de eerste schipvaart. Ongeveer de helft van het bedrag zat in de lading, het zogenaamde cargasoen, 'so aen comenschappen als aen gelden'. Het aantal opvarenden was ruim 550.

#### Madagaskar

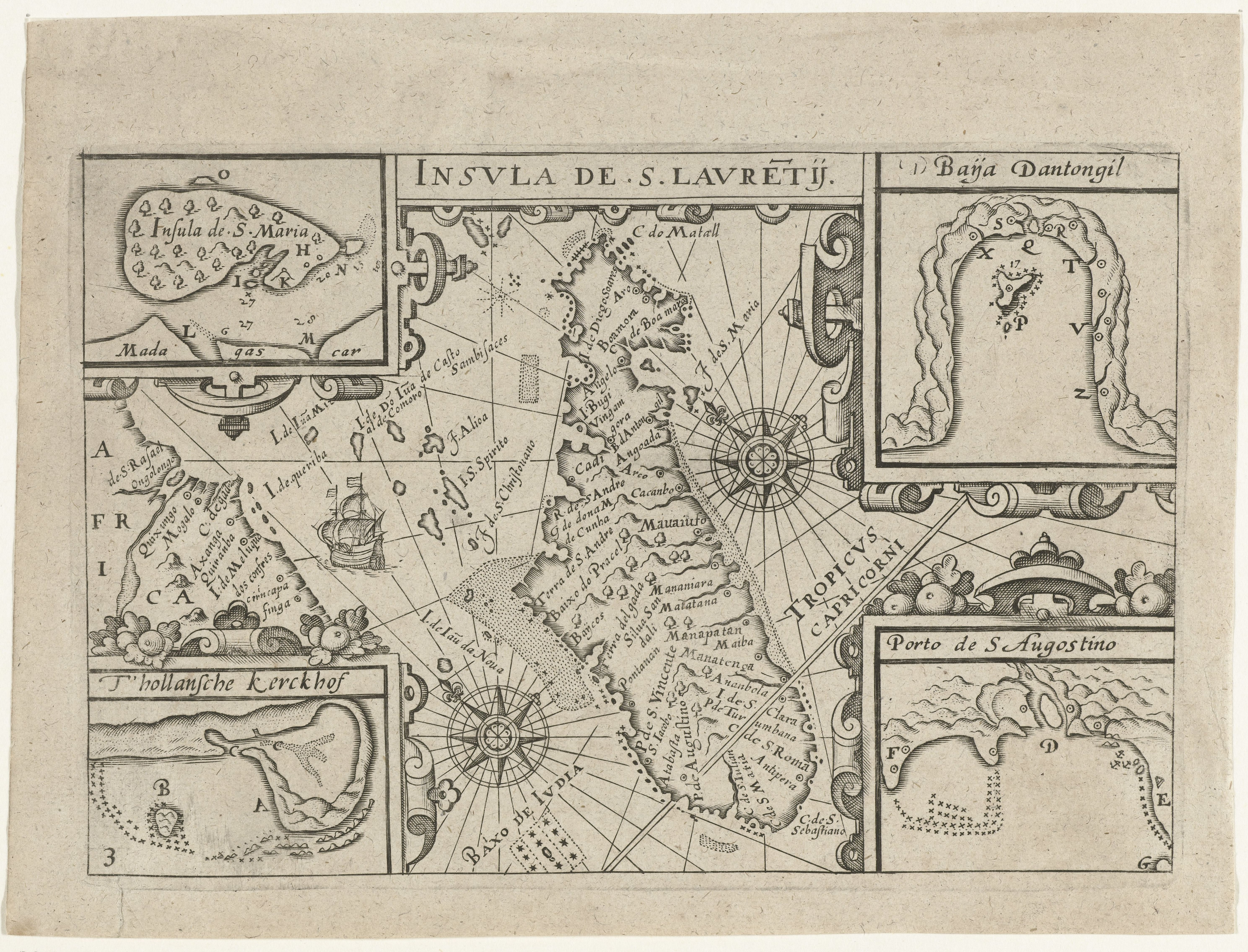
Madagaskar op een kaart uit 1595.

Op 1 mei 1598 vertrok de vloot vanaf Texel. Men had haast omdat er concurrentie was. Twee Zeeuwse vloten waren al eerder naar Bantam vertrokken. Het eerste deel van de reis verliep voorspoedig, maar in de nacht van 28 juli, in de buurt van de Kaap de Goede Hoop, verloor men in een storm de Zeeland uit het oog. In de nacht van 7 augustus werden ook de andere schepen uit elkaar gedreven. Volgens Van Neck kwam dat doordat een aantal schepen de 'vierman', het schip dat 's nachts het vuur voerde, voorbij gezeild was in plaats van er achter te blijven. De volgende ochtend had Van Neck naast de Mauritius alleen de Hollandia en de Overijssel nog bij zich.
Met zijn drie overgebleven schepen landde Van Neck in september op het eilandje Santa Maria aan de oostkust van Madagaskar. Hier hoopte hij voedsel en drinkwater te kunnen krijgen, 'dewyl ons water heel stinckende was' en scheurbuik en rode loop op de loer lagen. Helaas bleken de inwoners geen vruchten of ander voedsel te koop te hebben. Wel kwam de vorst, Andrea geheten, aan boord van de Mauritius om kennis te maken. Uiteindelijk vertrok men toch met een koe en een kalf. Ondanks Van Necks bevel om 'vruntlyck metten luyden te handelen', staat in zijn verhaal eenvoudig dat 'ons volk' ermee van land kwam. Anders staat de zaak voorgesteld in de Waarachtige Beschrijving, het oudste verslag van de reis. Van dit verslag, gebaseerd op journalen van andere bemanningsleden, zijn alle Nederlandse exemplaren verloren gegaan en is alleen in Engelse vertaling bewaard gebleven. Dit "True Report" zegt: We tooke the King prisoner, who paide for his ransome a cow and a fat calfe.
Een volgende landing in de baai van Antongil leverde nog minder op. Het bleek dat de mensen hier door onderlinge strijd 'in miserie waren gheraect'. Men trof er van honger omgekomen onbegraven doden aan. Het lukte hier slechts om drinkwater te verzamelen.

#### Bantam

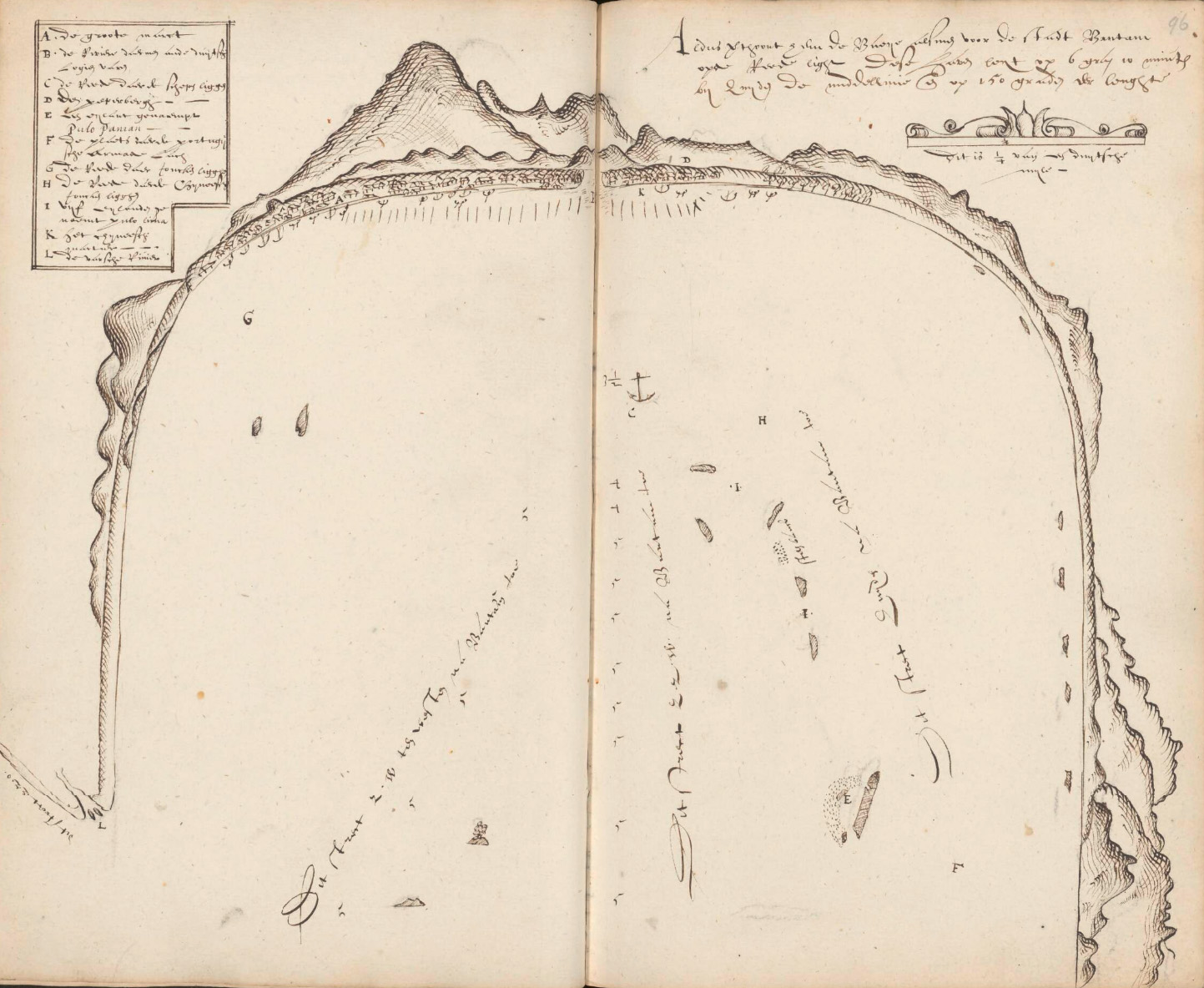
De baai van Bantam in 1602.

Op 26 november arriveerden de schepen voor Bantam. Van Neck was ongerust over zijn ontvangst. Al aan de Sumatraanse kust werd hem door mensen gevraagd of zij dezelfden waren die zich enkele jaren terug zo slecht hadden gedragen. Dit had betrekking op De Houtman en zijn metgezellen van de eerste schipvaart. Van Neck ging met zijn schepen voor anker 'verbeyende met grooter begeerten na den toecomenden dach, om te weeten oft wy wel oft qualyck ontfanghen zouden worden, welcke ghepainsen van hoop en vreeze my meest alden nacht ghezelschap hielden, totdat den gewensten dagheraet de duysterheyt deed verdwynen'.
De ontvangst was echter onverwacht hartelijk. Het bleek dat de Bantammers hadden moeten strijden tegen een Portugese vloot uit Goa. Toen de grote galjoenen door hun grote diepgang niet dicht onder de kust bleken te kunnen komen hadden de Bantammers drie galeien kunnen veroveren. De bemanning was gedood of tot slaaf gemaakt en de lading was in beslag genomen. De Nederlanders werden nu beschouwd als welkome bondgenoten met het oog op eventuele wraakacties vanuit Goa. De koopman Cornelis van Heemskerck overhandigde een brief van stadhouder Maurits aan de gouverneur (de sultan was een klein kind, wiens vader in de strijd met Palembang was gesneuveld), en er werd snel overeenstemming bereikt over de prijs van peper en kruidnagels en over de tolheffing voor de drie schepen, zij het dat een eenmaal afgesproken prijs de neiging had steeds hoger te worden en er extra bedragen uitgekeerd moesten worden aan edellieden en de sjahbandar. Ook hadden de zakken met peper de neiging mede gevuld te raken met aarde en steentjes. Terwijl de schepen geladen werden bracht Van Neck een bezoek aan de stad en ontmoette ook de kleine sultan, 'schoon van tronie en zeedich van contenancie', en gezeten in 'een viercant gebou,... aen alle canten open, ghesustineert van vier tedere pylaren in forme van een heemel'. Van Neck gaf hem een gouden beker als geschenk. In de stad kwam een aantal krijgsgevangen Portugezen hem vragen om financiële bijstand in hun nood. Hij gaf hen voedsel en wat geld uit eigen zak.
Op oudejaarsdag arriveerden ook de andere vijf schepen met Van Warwijck en Van Heemskerck. Zij hadden niet Madagaskar maar een onbewoond vulkanisch eiland ten oosten daarvan bezocht, waar een overvloed aan drinkwater, vis en gevogelte bleek te zijn zodat 'al die cranck waren, weeder ghezont werden'. De vogel in kwestie was de dodo, en het eiland had men Mauritius genoemd. Van Neck besloot om ook de Friesland nog te laden, en dan met de overige nieuw gearriveerde schepen verder te varen naar de Molukken. De geladen schepen zouden terug gaan naar Nederland onder Van Warwijck en Van Heemskerck. Die vonden het echter een schande om terug te moeten keren met schepen die dankzij anderen waren geladen en waren erg 'animeus int voortvaren'. Van Neck besloot toen maar om zelf terug te keren. Een verzoek van de Bantammers om schepen in te zetten bij een aanval op Palembang wees hij na onderhandeling beleefd af.

#### Thuiskomst

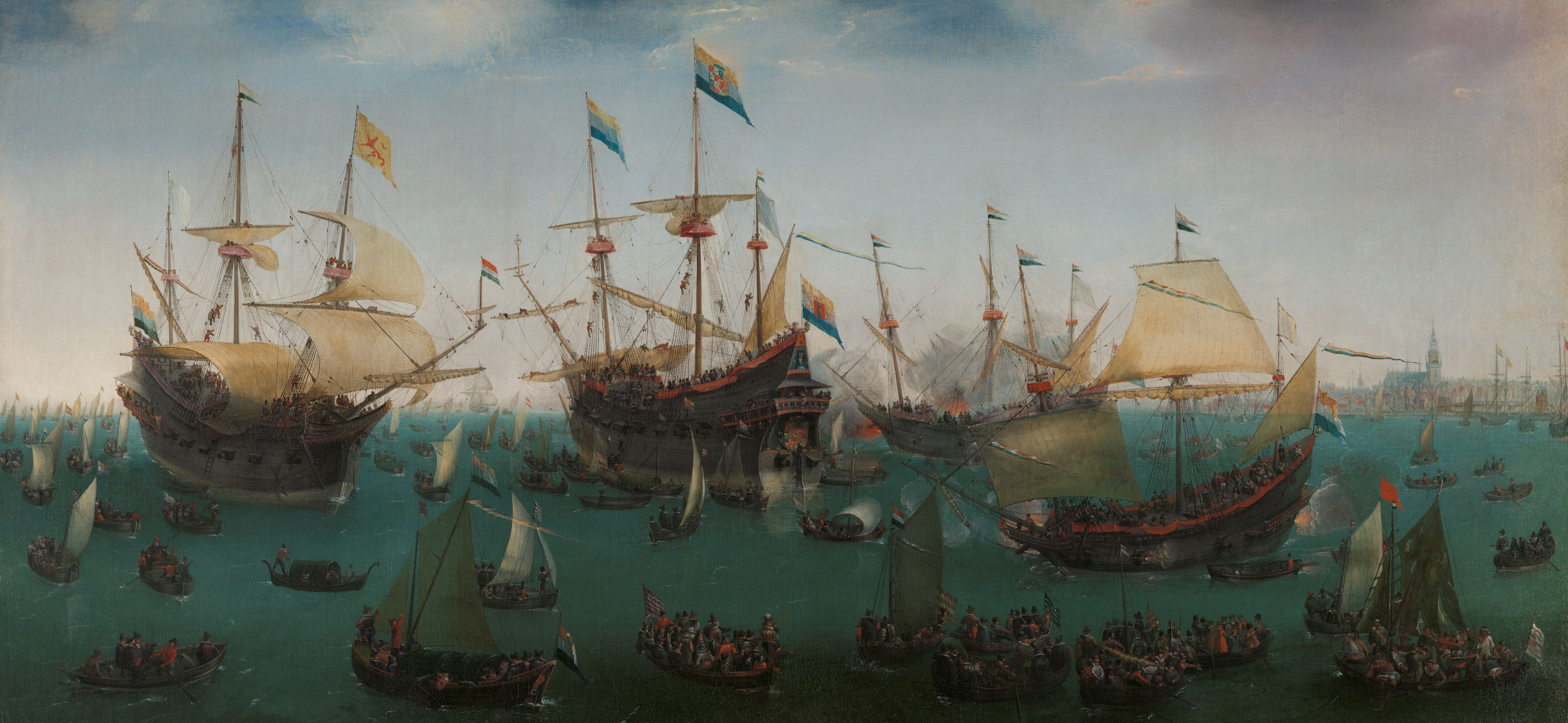
Terugkeer in 1599 door Cornelis Vroom

Op de thuisreis liet Van Neck de kust van Sumatra aandoen waar de zieken aan wal werden gebracht en waar water ingeladen werd. Van Neck zelf ging ook aan land, alzo het landschap mij vermakelijk dachte. Na van een banket in de open lucht te hebben verteld onder schaduwrijke bomen, zegt hij: Uitermate contenteerde het gezicht de vruchtbare heuvelen en schone valleien. Daar zag men onder veel ombrose [schaduwrijke] bomen een rivierken zachtelijk henenvlieten; wat hoger, veel bezaaide akkers, divers van couleure, en opwaarts, het gebergte dat men de top door de wolken zag uitsteken. Langs de stranden daar de zee lieflijk op was spelende, kwamen veel van den lande, met haar dragende zeer goede vruchten die van de onzen werden gekocht en naar de schepen gevoerd die men daar sierlijk geankerd mocht zien tussen vele lustige eilanden.
Hij kwam na 14½ maand met een rijke lading terug (onder andere 600.000 pond peper, (bij de aankoop gemengd met steentjes, zand en aarde), 250.000 pond kruidnagelen, 20.000 pond muskaatnoten en 200 pond foelie). Van Neck werd op 19 juli 1599 ingehaald met groot geclanck van acht Trompetten ende van Stadtswege met wyn beschonken ende men luyde van blydtschap alle de klocken. In het geheel zijn 15 man onderweg gestorven. Van Heemskerck kwam met de Gelderland en de Zeeland op 19 mei 1600 in Nederland terug. Van Warwijck met de Amsterdam en de Utrecht in september. Alle schepen volgeladen met specerijen. De winst bedroeg na de teruggave der inleggelden 265%. De aandeelhouders ontvingen een flink dividend, waaronder ook de geograaf Petrus Plancius, die behalve kaarten en andere informatie over navigatie in Azië ook ƒ 50.000 in de onderneming had gestoken.
Toen de bewindhebbers van de Oude Compagnie de meegebrachte peper niet in het openbaar wilden veilen maar eerst onder elkaar verdelen, sprak de Amsterdamse kerkenraad over dit "monopolie met de peper" zijn afkeuring uit.
Het succes van de tweede schipvaart leidde tot het uitrusten van nog meer schipvaarten door diverse voorcompagnieën. In Engeland leidde het tot de oprichting van de Engelse Oost-Indische Compagnie naar Hollands voorbeeld.

### Vierde Schipvaart

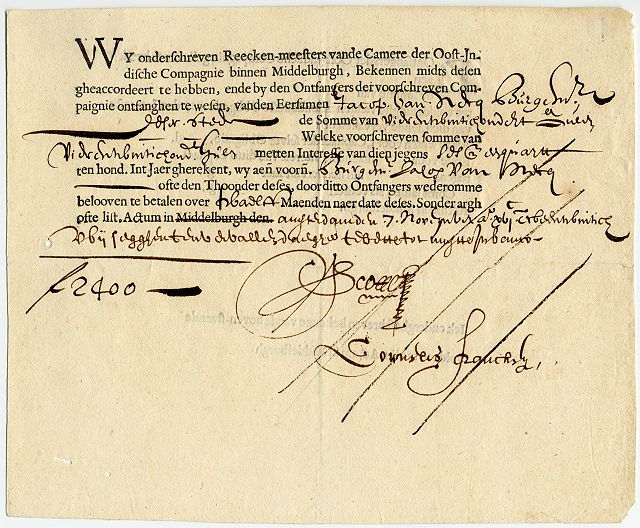
Obligatie van de VOC-kamer Middelburg aan burgemeester Jacob van Neck, 7 november 1622

Op 28 juni 1600 vertrok Van Neck voor zijn tweede tocht met zes schepen: het admiraalschip de (Nieuw) Amsterdam, de Dordrecht, de Haarlem, de Delft, de Leiden en het jacht Gouda. Viceadmiraal Jacob Wilkens en Cornelis van Heemskerck waren een half jaar eerder vertrokken met de vier schepen die al teruggekeerd waren van de tweede schipvaart. De beide vloten staan bekend als de vierde schipvaart. De proviand werd geleverd door Geurt van Beuningen. Ieder van de 600 bemanningsleden aan boord van zes schepen had recht op vier pond brood per week en een liter wijn per dag. Op elk schip lagen 600 kazen, 100 tonnen bier, zes tonnetjes paling, vijf tonnen spek en haring, mierikswortel, pruimen, krenten, kappertjes, tabak en een gigantische hoeveelheid boter, gort, bonen en gedroogde vis, etc.
Van Neck had deze keer opdracht om ook naar China te varen, evenals een concurrerende en al eerder vertrokken vloot van de Brabantsche Compagnie onder Pieter Both en Paulus van Caerden. Om zo snel mogelijk in Bantam te zijn zeilde Van Neck na overleg in de scheepsraad in oktober met de snelste schepen, de Amsterdam, de Delft en de Gouda, vooruit. Gekweld door scheurbuik en gebrek aan drinkwater, zodat sommigen hun eigen urine dronken, kregen de schepen in februari ook nog te maken met een zware storm, waarbij de Delft zijn mast verloor. 'Doen scheent of al de winden des hemels ontbonden waren om ons te comen vernielen', schreef Van Neck later. En die nacht was de lucht 'aen allen deelen vervult met een harden souten reghen, die deur de groote cracht des wints uyter zee opwaerts wert ghedreeven, en als een scherpen haghel int ghesicht quam vlieghen'.

#### Bantam
Eind maart 1601 kwamen de schepen in Bantam aan, waar Van Caerden de Verenigde Landen en de Hof van Holland met peper aan het laden was. Ook Pieter Both, Steven van der Hagen en Wilkens hadden hier kort tevoren al peper gekocht en waren alweer vertrokken, zodat er weinig peper over was. Wilkens had er wel een loge gesticht onder leiding van de onderkoopman van de Hollandia Claes Symonsz. Meebael. Van Neck besloot de Delft achter te laten met instructie om te wachten tot er weer peper beschikbaar was en daarmee terug naar huis te varen. Na een bezoek aan de gouverneur, die blij was hem weer te zien, zeilde Van Neck met de Amsterdam en het jacht Gouda snel door richting Banda. Het bleek echter te laat in het seizoen om daar te kunnen geraken. Aangekomen in Straat Makassar verliep de westelijke moesson en besloot hij naar Ternate te zeilen. Daar kwam hij op 2 juni aan.

#### Ternate

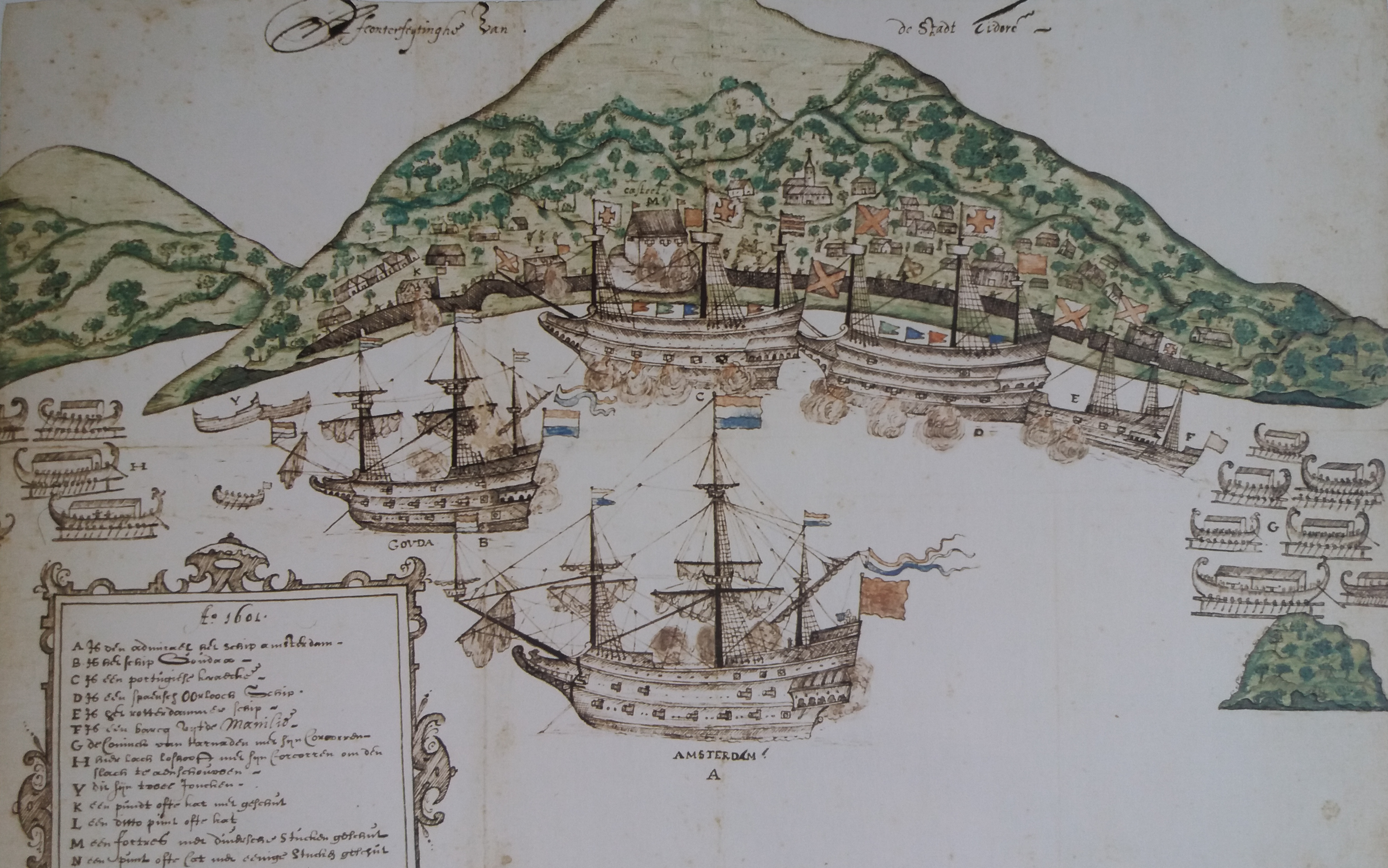
Tidore. De Amsterdam en de Gouda in gevecht met Portugese schepen, waaronder de buitgemaakte Trouw (letter E).

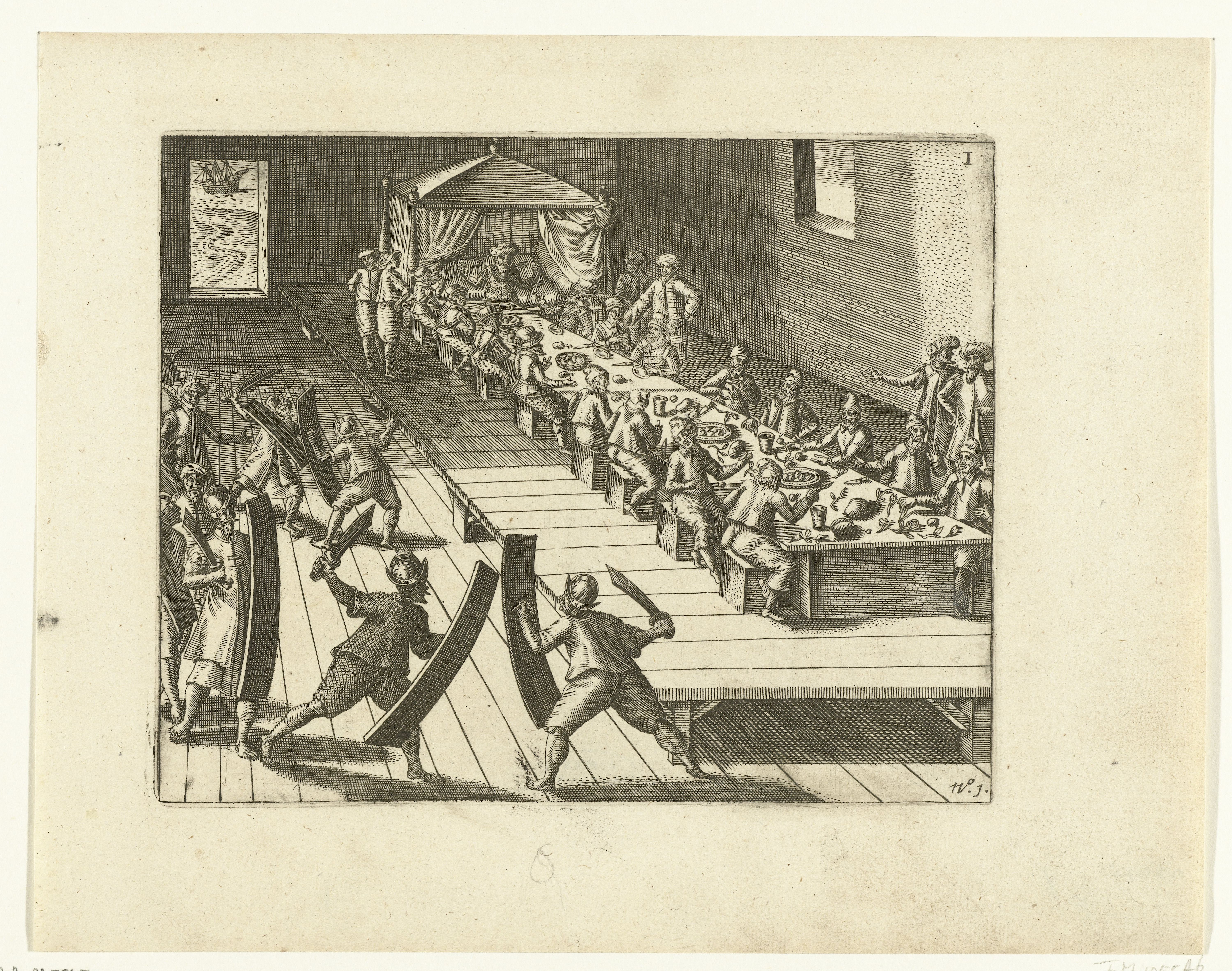
De afscheidsmaaltijd op Ternate.

Op Ternate was een op de tweede schipvaart door Van Warwijck gestichte factorij onder leiding van Franck van der Does, die een goede relatie met sultan Saidi Berkat had opgebouwd. De schepen werden door de sultan hartelijk ontvangen. Hij kwam zelfs meerdere keren aan boord van de Amsterdam, bij een waarvan hij de provoost waarnam zodat die deel kon nemen aan de eredienst. Kruidnagels waren op Ternate echter niet meer te krijgen. De sultan bleek van de Portugezen op Tidore brieven ontvangen te hebben waarin stond dat de Nederlanders 'quade menschen waren sonder wet ende waerheyt'. Bovendien hadden zij kort tevoren het Rotterdamse schip Trouw verraderlijk overvallen en Balthasar de Cordes en het grootste deel van zijn bemanning vermoord. Van Neck besloot te proberen hen van Tidore te verdrijven, waarin de sultan na lang wikken en wegen toestemde, 'segghende dat hy selfs begeerde het spel aen te sien'. In de strijd met het Portugese fort en drie Portugese schepen, waaronder de buitgemaakte Trouw, raakte hij door rondvliegend ijzer 'het meestendeel vande rechterhand' kwijt. De schipper van de Gouda, Claes Cornelisz, verloor een been en stierf enkele dagen later. Nog vier andere doden vielen te betreuren. Van Neck besloot de poging te staken en naar Patani te varen om te kijken of daar nog een lading peper was te verkrijgen. Na een groots afscheidsmaal opgeluisterd met muziek en een vertoning van wapenkunsten door de Ternatanen, aangeboden door de sultan aan alle schepelingen, vertrokken de Amsterdam en de Gouda eind juli naar het noorden.

#### China
Zeilend langs de westelijke Filipijnen werd men door windstiltes, tegenstroom, rukwinden en een slinkende rijstvoorraad gedwongen eerst koers te zetten naar China. Daar zou men ook Chinese waren bij de bron kunnen kopen. In de Chinese Zee kwamen de schepen terecht in een zware storm met striemende regen 'die hem uyter lucht, ende uyter see te samen vermengde'. Eind september meende Van Neck Macau te ontwaren en, denkende dat de Portugezen er onder Chinese controle stonden, stuurde er de fiscaal Maerten Apius met een aantal mannen in een schuit naartoe. Ze kwamen niet meer terug. Toen Van Neck een sloep onder leiding van de stuurman van de Amsterdam de diepte bij de kust liet peilen werd deze door een aantal jonken overvallen en meegevoerd. Na nog een aantal dagen voor de kust heen en weer gevaren te hebben en de zaak in de scheepsraad besproken te hebben kon Van Neck niets anders doen dan verder gaan en de gevangen genomen mannen aan hun lot overlaten.

#### Patani

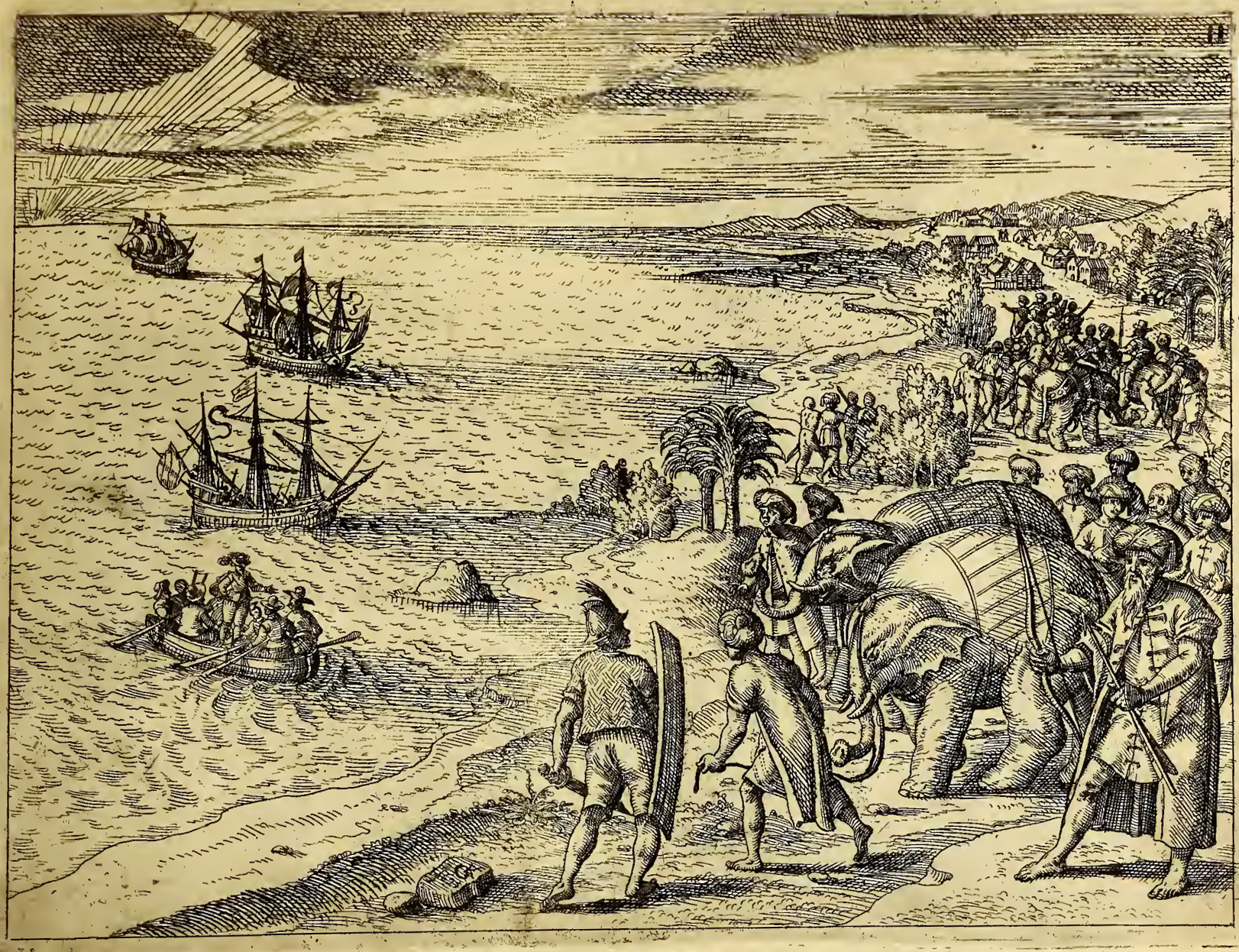
Ontvangst met twee olifanten in Patani.

Langs de kust van wat nu Vietnam is, op zoek naar voedsel, werd bijna de helft van de schepelingen door het eten van een vrucht gelijkend op een pruim drie dagen lang 'heel sot en Idelhoofdich'. Op 7 november kwam men eindelijk in Patani aan. Hier werd men vriendelijk ontvangen door de regerende koningin Raja Hijau, die al voor hun aankomst een prauw vol met voedsel stuurde. Van Neck en zijn kooplieden werden drie dagen later met twee olifanten van het strand naar het paleis gebracht. Het resultaat was dat er in Patani naar believen handel mocht worden gedreven, en na lang onderhandelen over de hoge prijs kocht Van Neck een grote hoeveelheid peper. Ook stichtte hij een factorij. Eind mei 1602 verscheen ook Gerard le Roy met twee Zeeuwse schepen, de Zon en de Middelburg, en vlak voor het vertrek eind augustus arriveerde zijn oude reisgenoot Jacob van Heemskerck met de Alkmaar en de Witte Leeuw. Van Heemskerck was nu zelf admiraal van in totaal acht schepen van de nieuwe Verenigde Amsterdamse Compagnie. Bij Van Necks afscheid van Patani kwam Raja Hijau 'selve in persone met ons spreken, dwelck voor besondere eere wert geacht'. Samen met de twee Zeeuwse schepen voer hij naar Bantam, waar hij na veel tegenwind en tegenstroom pas op 6 november aankwam.

#### Thuiskomst
Ook de terugtocht naar Nederland verliep moeizaam. Bij de Zuid-Afrikaanse kust 'began een quade siecte onder tvolck te ontsteecken', met pijn en benauwdheid in de borst, waaraan velen tijdens de verdere reis overleden. Met nog nauwelijks genoeg zeelieden aan boord om de schepen te besturen kwamen de Amsterdam en de Gouda op 15 juli 1603 bij fort Rammekens in Zeeland aan.
De Dordrecht was onder Cornelis van Foreest al begin 1602 met peper uit Bantam teruggekomen, samen met de Witte en Zwarte Arend van de Brabantsche Compagnie. De Haarlem en de Leiden waren onder Casper van Groesbergen doorgevaren naar China maar kwamen niet verder dan de kust van Vietnam. Hier werden bij een poging handel te drijven 23 opvarenden vermoord en moest de gevangen genomen Van Groesbergen vrijgekocht worden met twee stukken geschut. Te laat in het seizoen om verder te gaan week men naar Patani uit, waar alsnog een lading werd verkregen. De Haarlem bleek inmiddels niet meer zeewaardig te zijn, zodat Van Groesbergen ermee in Patani bleef. Het schip werd later verbrand. De Leiden kwam in november 1603 in Bantam aan en keerde in augustus 1604 in Nederland terug.

### Van Neck als bestuurder

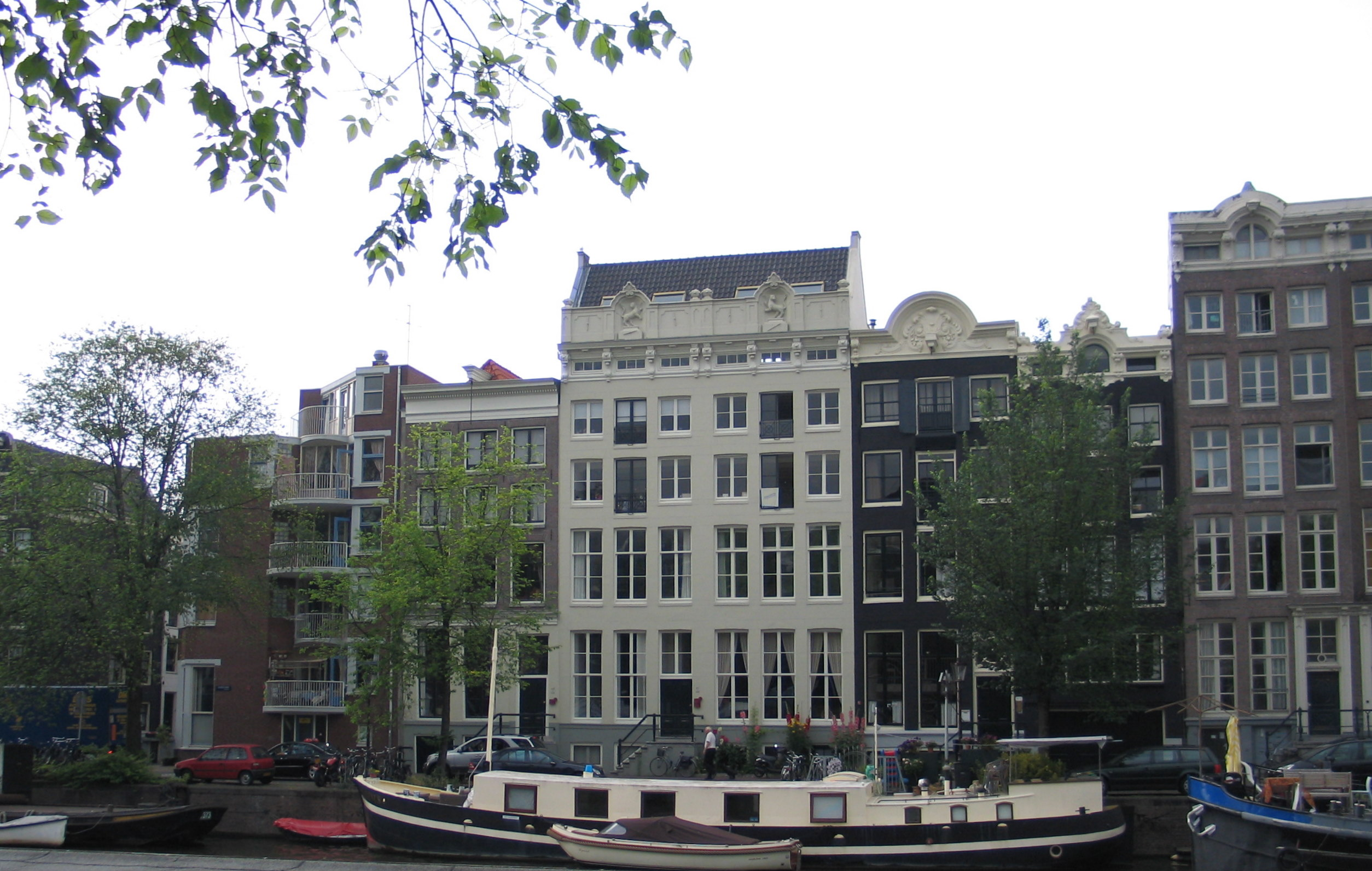
Oudeschans met het als tweede pand van links het woonhuis van Van Neck

Na zijn terugkeer op 15 juli 1602 trouwde hij in 1604 met Griet Jacobs van Rijn (1585-1652); ze kregen vijf kinderen. In 1609 werd hij benoemd als schepen; van 1621 tot 1638 was hij lid van de vroedschap; in 1622, 1623, 1625 en 1626 was hij een van de vier burgemeesters van Amsterdam. In deze politiek woelige jaren van het Twaalfjarig Bestand gold Van Neck als gematigd liberaal. Van 1620 tot 1625 was hij raadslid in de Admiraliteit van Zeeland en van 1628 tot 1637 in de Admiraliteit van Amsterdam. Hij vervulde dus meerdere jaren een dubbelfunctie, waarbij hij voor de ene functie regelmatig naar Zeeland moest. Meestal ging het hele gezin mee. Eerst met de trekschuit naar Rotterdam en van daar met een jacht naar Middelburg. Pas in 1625 werd hij na vele verzoeken in de Zeeuwse Admiraliteit vervangen. Een van zijn belangrijkste taken was het provianderen van oorlogsschepen die bij Texel aankwamen en zo snel mogelijk weer uit moesten varen om de handelsschepen die naar alle Europese havens voeren te beschermen tegen aanvallen van de Spanjaarden en de Duinkerker Kapers. Hij verbleef hierom vaak in de Schild. Van 1627-1628 en van 1637-1638 was hij ook gedeputeerde in de Raad van State.
Vermoedelijk hield Van Neck zich in deze tijd ook bezig met handel. Zo is bekend dat de Amsterdamse Admiraliteit een pakhuis van hem huurde, waarvan volgens een resolutie van 28 maart 1635 de huur werd opgezegd. Toen hij op 21 april 1637 afscheid nam van de Admiraliteit werd hij opgevolgd door Andries Bicker. Hij was toen ongeveer 73 jaar oud. In zijn laatste ambt bij de Raad van State hield hij zich vooral bezig met de financiële problemen van het gewest Friesland, waarvoor hij langere tijd in Leeuwarden verbleef. In augustus werd hij ziek en ging hij terug naar Amsterdam. Het ging daarna met zijn gezondheid op en neer, en hij was wisselend aanwezig op de vergaderingen in Den Haag. Eind januari fungeerde hij nog als voorzitter, maar op 8 maart overleed hij in zijn huis aan de Oude Schans. Hij werd begraven in de Nieuwe Kerk van Amsterdam.

## Kinderen
Weyntje van Neck (1606-1682) trouwde in 1635 met de Amsterdamse koopman in buskruit, stokvis, tabak, huiden, zijde, ivoor, wol en bewindhebber van de VOC (vanaf 1641) Jean le Gouche of Lagoesie (ca. 1591-1669), afkomstig uit Antwerpen en actief op Marseille. Lijsbeth (Elisabeth) van Neck (1619-1668) trouwde in 1645 met Aert van Schaijck, na wiens dood in 1658 zij in 1660 hertrouwde met Jan Hendricksz Hoogerbeets uit Hoorn. Jacob van Neck Jacobszoon (1629-1693) was raad ter admiraliteit in het Noorderkwartier.
Jacob Cornelisz. van Neck is in 1605 geportretteerd door Cornelis Ketel. Hij houdt zijn verminkte rechterhand onder zijn kleding.
Na het overlijden van zijn weduwe werd in 1653 een inventaris opgemaakt.